# George Jackson (ciclista)
George Brian Jackson (Wellington, 20 febbraio 2000) è un pistard e ciclista su strada neozelandese che corre per il team Burgos-Burpellet-BH.

## Palmarès

### Pista
- 2018

Campionati oceaniani, Americana Junior (con Corbin Strong)
Campionati oceaniani, Corsa a punti Junior
Campionati del mondo, Inseguimento a squadre Junior (con Corbin Strong, Bailey O'Donnell e Finn Fisher-Black)
- 2021

Campionati neozelandesi, Scratch
- 2022

Campionati neozelandesi, Corsa a eliminazione
Campionati neozelandesi, Corsa a punti
- 2023

Campionati oceaniani, Americana (con Thomas Sexton)
Campionati oceaniani, Corsa a punti

### Strada
- 2023 (Bolton Equities Black Spoke, cinque vittorie)

3ª tappa Tour of Taihu Lake (Wujiang > Wujiang)
4ª tappa Tour of Taihu Lake (Gaochun > Gaochun)
Classifica generale Tour of Taihu Lake
3ª tappa Tour de Langkawi (Jeli > Baling)
1ª tappa Tour of Hainan (Qionghai > Qionghai)

#### Altri successi
- 2021 (Dilettanti)

Classifica traguardi volanti Tour of Southland
- 2022 (MitoQ-NZ Cycling Project)

Classifica scalatori Joe Martin Stage Race
Prologo Tour of Southland (Queen's Park, cronosquadre)
Classifica scalatori Tour of Southland
- 2023 (Bolton Equities Black Spoke)

Classifica a punti Tour of Taihu Lake
Classifica giovani Tour of Taihu Lake

## Piazzamenti

### Competizioni mondiali
- Campionati del mondo su pista

Aigle 2018 - Inseguimento a squadre Junior: vincitore
Glasgow 2023 - Scratch: 11º
Glasgow 2023 - Corsa a eliminazione: 5º